# هيئة المحاسبة والمراجعة للمؤسسات المالية الإسلامية
هيئة المحاسبة والمراجعة للمؤسسات المالية الإسلامية (AAOIFI) هي منظمة دولية غير هادفة للربح تضطلع بإعداد وإصدار معايير المحاسبة المالية والمراجعة والضبط وأخلاقيات العمل والمعايير الشرعية للمؤسسات المالية الإسلامية خاصة والصناعة المصرفية والمالية الإسلامية على وجه العموم. كما تنظم الهيئة عدداً من برامج التطوير المهني (وخاصة برنامج المحاسب القانوني الإسلامي وبرنامج المراقب والمدقق الشرعي) في سعيها الرامي إلى رفع سوية الموارد البشرية العاملة في هذه الصناعة وتطوير هياكل الضوابط الحوكمة لدى مؤسساتها.

## التأسيس
لقد تأسست الهيئة بموجب اتفاقية التأسيس التي وقعها عدد من المؤسسات المالية الإسلامية بتاريخ 1 صفر 1410 هـ الموافق 26 فبراير (شباط) 1990م في الجزائر. وقد تم تسجيل الهيئة في 11 رمضان 1411 هـ الموافق 27 مارس (آذار) 1991م في البحرين. وبصفتها منظمة دولية مستقلة، تحظى الهيئة بدعم عدد كبير من المؤسسات ذات الصفة الاعتبارية حول العالم (200 عضو من أكثر من 45 بلداً، حتى الآن) ومنها المصارف المركزية والمؤسسات المالية الإسلامية وغيرها من الأطراف العاملة في الصناعة المالية والمصرفية الإسلامية الدولية.
وقد حصلت الهيئة على الدعم الكبير لتطبيق المعايير الصادرة عنها، حيث تعتمد هذه المعايير اليوم في مملكة البحرين ومركز دبي المالي العالمي وسلطنة عمان والأردن ولبنان وقطر والسودان وسوريا. كما أن الجهات المختصة في أستراليا وأندونيسيا وماليزيا وباكستان والمملكة العربية السعودية وجنوب أفريقيا أصدرت أدلة إرشادية مستمدة من معايير الهيئة وإصداراته.

## الهيكل التنظيمي
تتكون الجمعية العمومية لهيئة المحاسبة والمراجعة للمؤسسات المالية الإسلامية من جميع الأعضاء المؤسسين والأعضاء المشاركين والأعضاء المؤازرين والأعضاء المراقبين والأعضاء الممثلين لجهات إشرافية ورقابية. ويحق للأعضاء المراقبين والمؤازرين حضور اجتماعاتها دون حق التصويت. وتعتبر الجمعية العمومية السلطة العليا في الهيئة وتجتمع مرة في السنة على الأقل.
وينبثق عن الجمعية العمومية مجلس الأمناء الذي ينقسم بدوره إلى ثلاث أقسام:
- مجلس معايير المحاسبة والمراجعة: الذي يقسم بدوره إلى لجنة معايير المحاسبة ولجنة معايير المراجعة والضوابط
- المجلس الشرعي: الذي يتكون من أعضاء لجنة المراجعة والصياغة إضافة إلى لجان المعايير الشرعية الثلاث
- الأمانة العامة

## أهداف الهيئة
تهدف هيئة المحاسبة والمراجعة للمؤسسات المالية الإسلامية في إطار أحكام الشريعة الإسلامية إلى ما يلي:
1. تطوير فكر المحاسبة والمراجعة والمجالات المصرفية ذات العلاقة بأنشطة المؤسسات المالية الإسلامية.
2. نشر فكر المحاسبة والمراجعة المتعلقة بأنشطة المؤسسات المالية الإسلامية وتطبيقاته عن طريق التدريب وعقد الندوات وإصدار النشرات الدورية وإعداد الأبحاث والتقارير وغير ذلك من الوسائل.
3. إعداد وإصدار معايير المحاسبة والمراجعة للمؤسسات المالية الإسلامية وتفسيرها للتوفيق ما بين الممارسات المحاسبية التي تتبعها المؤسسات المالية الإسلامية في إعداد قوائمها المالية وكذلك التوفيق بين إجراءات المراجعة التي تتبع في مراجعة القوائم المالية التي تعدها المؤسسات المالية الإسلامية.
4. مراجعة وتعديل معايير المحاسبة والمراجعة للمؤسسات المالية الإسلامية لتواكب التطور في أنشطة المؤسسات المالية الإسلامية والتطور في فكر وتطبيقات المحاسبة والمراجعة.
5. إعداد وإصدار ومراجعة وتعديل البيانات والإرشادات الخاصة بأنشطة المؤسسات المالية الإسلامية فيما يتعلق بالممارسات المصرفية والاستثمارية وأعمال التأمين.
6. السعي لاستخدام وتطبيق معايير المحاسبة والمراجعة والبيانات والإرشادات المتعلقة بالممارسات المصرفية والاستثمارية وأعمال التأمين، التي تصدرها الهيئة، من قبل كل مـن الجهات الرقابية ذات الصلة والمؤسسات المالية الإسلامية وغيرها ممن يباشر نشاطا ماليا إسلاميا ومكاتب المحاسبة والمراجعة.

## الشهادات
تقوم هيئة المحاسبة والمراجعة في المؤسسات المالية الإسلامية حالياً بمنح شهادتين مهنيتين الأولى هي محاسب قانوني إسلامي وهي تعنى بالقسم المحاسبي للعمل في الشركات المالية التي تخضع للشريعة الإسلامية. أما الشهادة الثانية فهي مراقب ومدقق شرعي وهي تعنى بضمان مطابقة عمل الشركة مع المبادئ والمعايير والفتاوى الشرعية.

## طالع أيضًا
- المضاربة
- اقتصاد إسلامي

## وصلات خارجية
- الموقع الرسمي لهيئة المحاسبة والمراجعة للمؤسسات المالية الإسلامية